# Illja Kovtun
Illja Kovtun, född den 10 augusti 2003, är en ukrainsk gymnast.
Han tog silver i mångkamp vid världsmästerskapen i artistisk gymnastik år 2023. Vid europamästerskapen år 2024 tog han guld i såväl barr som räck.